# Шварцман, Михаэль
Михаэль Шварцман (нем. Michael Schwarzmann; род. 7 января 1991, Кемптен, земля Бавария, Германия) — немецкий профессиональный шоссейный велогонщик, выступающий за команду Bora-Hansgrohe.

## Достижения
2007
- 3-й на Чемпионате Германии по трековым велогонкам в командной гонке преследования среди кадетов
- 2-й на Чемпионате Германии по трековым велогонкам в гонке преследования среди кадетов
- 1-й   — Чемпион Германии по шоссейному велоспорту в командной гонке с раздельным стартом (TTT) среди кадетов

2009
- 1-й на этапе 4 Реджо тур (Regio Tour), юниоры

2016
- 1-й на этапе 5 Тура Азербайджана

## Статистика выступлений наГранд Турах
| Гранд Тур | 2016 | 2017 |
| --------- | ---- | ---- |
| Джиро     | -    | -    |
| Тур       | -    | -    |
| Вуэльта   | 157  |      |